# Elephastomus
Elephastomus es un género de coleóptero de la familia Geotrupidae o familia Bolboceratidae según otras taxonomías.

## Especies
- Elephastomus carnei Krikken, 1976
- Elephastomus gellarus Carne, 1965
- Elephastomus howdeni Nikolajev, 1990
- Elephastomus meraldus Carne, 1965
- Elephastomus proboscideus (Schreibers, 1802)
  - Elephastomus proboscideus subsp. kirbyanus
  - Elephastomus proboscideus subsp. proboscideus
- Elephastomus terraereginae (Blackburn, 1899)